# Кальдерон, Кель
Раке́ль Кальдеро́н (исп. Raquel Calderón; род. 14 января 1991), также известная как Кель Кальдеро́н и просто как Кель (исп. Kel или K3l), — чилийская актриса, певица и модель.

## Биография
Ракель Кальдерон — дочь Ракель Аргандоньи, известной чилийской королевы красоты, телеведущей и актрисы.
Играла в детском телесериале Karkú на чилийском Национальном телевидении. Шесть исполнителей главных ролей, включая её, составляли тинейджеровскую поп-группу SixPack. Так состоялся её дебют в мире музыки. (В составе группы SixPack Ракель выпустила в 2007 году несколько синглов и один альбом.)
2 января 2008 года её контракт с продюсерской компанией My Friend Entertainment был неожиданно разорван. (По сообщениям, это произошло по причине конфликтов между Ракель, её отцом Эрнаном Кальдероном и продюсерской компанией.) Так участие Ракель в телесериале Karkú  и, соответственно, в группе SixPack было прекращено.
В феврале 2008 года (в 17 лет) Ракель Кальдерон была коронована Мисс Тин Чили. (Продолжив дело своей мамы Ракель Аргандоньи, ставшей Мисс Чили в 1975 году)
27 марта 2008 года Ракель (под псевдонимом просто Кель, исп. Kel) дебютировала сольно с синглом «Tenerte cerca».
В июле 2008 года на лейбле Feria Music у Кель вышел первый сольный альбом No molestar!. В альбом вошла и песня «Tenerte cerca», которая в том году звучала на всех местных радиостанциях, а видеоклип к ней к моменту выхода альбома уже успел получить премию музыкального канала MTV. Также с этого альбома вышло ещё два сингла — открывавшая альбом песня «Me creo punky» (2008) и «Simplemente» (2009).
В 2010 году Ракель поступила на юридический факультет Чилийского университета.
Снялась в кинокомедии братьев Бадилья «Проклятая любовь», вышедшей на экраны крупнейших кинотеатров Чили 30 октября 2014 года. В качество промо этой картины братья сняли клип на кавер-версию песни «Maldito amor» чилийского девичьего трио Supernova. Кавер исполнили Штеффи Мендес (тоже снявшаяся в данном фильме) и Ракель Кальдерон. Новая версия очень не понравилась девушкам из группы Supernova, которые, увидев клип, дали возмущённые комментарии в своих твиттерах.